# Begynnelse
Begynnelse är en thrillerroman från 2017 av den amerikanske författaren Dan Brown och den femte delen i hans serie om Robert Langdon efter Inferno.

## Handling
Robert Langdon, en professor i religiös symbolik vid Harvard, anländer till Guggenheimmuseet i Bilbao för att närvara vid avslöjandet av en upptäckt som påstås "förändra vetenskapen för alltid". Langdons före detta student Edmond Kirsch, nu en fyrtioårig miljardär och känd för sina tekniska uppfinningar, hävdar att han har löst två av mänsklighetens mest omdebatterade frågor.